# Ре (вірменська літера)
Ր, ր (ре, вірм. րե) — тридцять друга літера вірменської абетки. 
Позначає звук /ɹ/ у класичній вірменській мові та у східному діалекті. У західному — /ɾ/. 
Числове значення — 5000. 
В Юнікоді має такі коди: U+0550 для Ր, U+0580 для ր. В інших типах кодування відсутня.
| Вірменська абетка | Вірменська абетка |
| --- | ----------------- |
| Ա · Բ · Գ · Դ · Ե · Զ · Է · Ը · Թ · Ժ · Ի · Լ · Խ · Ծ · Կ · Հ · Ձ · Ղ Ճ · Մ · Յ · Ն · Շ · Ո · Չ · Պ · Ջ · Ռ · Ս · Վ · Տ · Ր · Ց · Ւ · Փ · [[Ке (вірменська літера)\|АплКо |                   |